# Condé-sur-Sarthe
Condé-sur-Sarthe är en kommun i departementet Orne i regionen Normandie i nordvästra Frankrike. Kommunen ligger i kantonen Alençon 1er Canton som tillhör arrondissementet Alençon. År 2022 hade Condé-sur-Sarthe 2 492 invånare.

## Befolkningsutveckling
Antalet invånare i kommunen Condé-sur-Sarthe
| Referens: INSEE |